# Polyergus
Polyergus (nome comum: formiga-amazônia) é um gênero de insetos, pertencente a família Formicidae.

## Espécies
- Polyergus breviceps
- Polyergus lucidus
- Polyergus lucidus longicornis
- Polyergus nigerrimus
- Polyergus rufescens
- Polyergus samurai
- Polyergus texanus